# Johann Vaillant
Johann Vaillant (Kaiserswerth, 27 april 1851 - Düsseldorf, 11 maart 1920) was een Duitse ketel- en pompenmaker en de stichter van het bedrijf Vaillant. Hij is een pionier op het gebied van verwarmingstechnologieën. Hij is ook de oprichter van de familiale onderneming Vaillant, een Duitse groep gespecialiseerd in de productie van verwarmingstoestellen en systemen.
Johann Vaillant is geboren in 1851, als 10de kind van kleermaker Franz Theodor en zijn echtgenote Maria Goetzen. 
Johann Vaillant wordt zelfstandige in 1874 en richt, in Remscheid, een bedrijf op van koperslagerij en pompenmakerij. In 1894 vraagt hij een patent aan voor de eerste waterverwarmer werkend volgens « het gesloten principe ». Op deze manier creëert hij een nieuwe markt. Met deze waterverwarmer werd het mogelijk om water op te warmen, zonder dat dit in contact kwam met de verbrandingsgassen. Dankzij dit nieuw principe, kon het water hygiënisch, eenvoudig en controleerbaar opgewarmd worden.
Na deze eerste uitvinding, blijft hij verder werken aan de verbetering van dit toestel. Daarbij wordt telkens opnieuw de veiligheid en de eenvoudige bediening verbeterd. Hij breidt ook dit gamma uit en ontwikkelt andere producten.
Naast zijn uitvinderstalent, speelt ook Johann Vaillant’s feeling voor de marktomstandigheden een grote rol in dit succesverhaal. Met de economische boom van de eeuw, is er ook een groeiende vraag naar hygiënische middelen, een luxe die vroeger enkel mogelijk was voor enkele rijkere geprivilegieerden. Er bleef nochtans één probleem bestaan, de waterverwarmers waren veel te groot voor het overgrote deel van de appartementen en woningen van die tijd.
In 1905 ontwikkelt Vaillant ook hierop een oplossing met de eerste wandhangende waterverwarmer ooit, waaraan hij de naam “Geyser” toekent. Een ingenieuze uitvinding die vandaag nog steeds bestaat. Het wordt zelfs een wereldsucces en voor de velen is de naam “Geyser” synoniem voor eenvoudig warm water.
Tegelijk met de naamgeving van zijn succesproduct “Geyser”, genoemd naar de warmwatergeysers van IJsland, toont Johann Vaillant een talent voor marketing. Sedert het begin van de commercialisering van zijn producten, heeft hij steeds posters en catalogussen ter promotie geproduceerd. Hij presenteert eveneens zijn producten in de belangrijkste commerciële beurzen van de tijd waar hij ook vele malen een gouden medaille mocht ontvangen voor zijn presentatie en onovertroffen prestaties.
Vanaf 1899 creëert hij ook een zeer sterk logo – “ de Paashaas in een ei”. Vandaag nog steeds is de Vaillant-haas het meest bekende logo in de verwarmingstechnologie-sector in Europa en vooral een van de meest vertrouwde merken in Europa.
Tevens een blijk van gevoel voor humor om een "Angst"haas als logo te nemen voor een bedrijf wat vrij vertaald "dapper" heet.
De ondernemer Johann Vaillant was steeds op zoek naar nieuwe oplossingen en technologieën. Hij werkte er steeds aan om de veiligheid, de betrouwbaarheid en de eenvoud van bediening van zijn toestellen te verhogen en zette daarbij steeds de kwaliteitslat hoger.
Johann Vaillant is overleden in 1920, op 68-jarige leeftijd.

## Meer tonen
- Het bedrijf Vaillant
- Vaillant Arena